# Парне (Шер)
Парне́ (фр. Parnay) — коммуна во Франции, находится в регионе Центр. Департамент — Шер. Входит в состав кантона Дён-сюр-Орон. Округ коммуны — Сент-Аман-Монтрон.
Код INSEE коммуны — 18177.
Коммуна расположена приблизительно в 230 км к югу от Парижа, в 130 км юго-восточнее Орлеана, в 30 км к юго-востоку от Буржа.

## Население
Население коммуны на 2008 год составляло 58 человек.
| 1962 | 1968 | 1975 | 1982 | 1990 | 1999 | 2008 |
| ---- | ---- | ---- | ---- | ---- | ---- | ---- |
| 76   | 79   | 49   | 30   | 34   | 48   | 58   |

## Администрация
| Период | Период | Фамилия          | Партия | Примечания |
| ------ | ------ | ---------------- | ------ | ---------- |
| 2001   | 2008   | Франсуа Альварес |        |            |
| 2008   | 2014   | Ксавьер Крепен   |        |            |

## Экономика

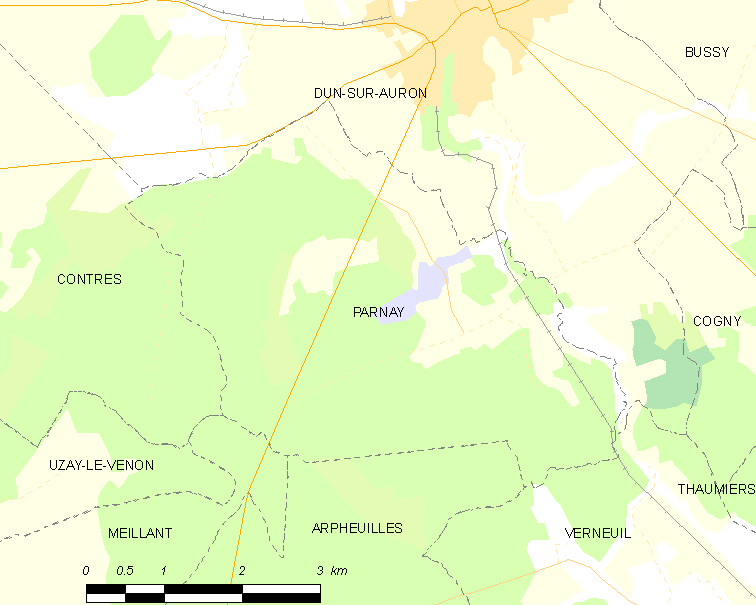
Карта коммуны

В 2007 году среди 39 человек в трудоспособном возрасте (15-64 лет) 32 были экономически активными, 7 — неактивными (показатель активности — 82,1 %, в 1999 году было 67,7 %). Из 32 активных работали 26 человек (12 мужчин и 14 женщин), безработных было 6 (4 мужчины и 2 женщины). Среди 7 неактивных 2 человека были учениками или студентами, 1 — пенсионером, 4 были неактивными по другим причинам.

## Достопримечательности
- Каменный крест XV века. Первоначально крест был расположен в деревне Бюсси, а в 1894 году был куплен герцогом Нарбонны, владельцем Перне. Исторический памятник с 1926 года[3]
- Церковь Сен-Фьякр (XIX век)
- Руины замка Буа-Бюар (XIII век)
- Руины монастыря